# Превоје при Шентвиду
Превоје при Шентвиду (словен. Prevoje pri Šentvidu) је насељено место у општини Луковица, Средњесловенска регија, Словенија.

## Историја
До територијалне реорганизације у Словенији било је у саставу старе општине Домжале.

## Становништво
У попису становништва из 2011. године, Превоје при Шентвиду је имало 721 становника.
| Број становника према пописима | Број становника према пописима | Број становника према пописима |
| ------------------------------ | ------------------------------ | ------------------------------ |
| 1991                           | 2002                           | 2011                           |
| 529                            | 689                            | 721                            |

Напомена: До 1953. исказивано под именом Превоје.